# Франсиско Антунес
Франсиско Антунес Еспада (ісп. Francisco Antúnez Espada; 1 листопада 1922, Севілья — 16 серпня 1994, Севілья) — іспанський футболіст, що грав на позиції захисника, зокрема, за клуби «Реал Бетіс» та «Севілья», а також національну збірну Іспанії. По завершенні ігрової кар'єри — тренер.
Чемпіон Іспанії. Володар Кубка Іспанії.

## Клубна кар'єра
У футболі дебютував 1941 року виступами за команду «Реал Бетіс», в якій провів чотири сезони.
Своєю грою за цю команду привернув увагу представників тренерського штабу клубу «Севілья», до складу якого приєднався 1945 року. Відіграв за клуб з Севільї наступні сім сезонів своєї ігрової кар'єри. За цей час виборов титул чемпіона Іспанії, ставав володарем Кубка Іспанії.
Протягом 1952—1954 років захищав кольори клубу «Малага».
Завершив професійну ігрову кар'єру у «Хересі», за команду якого виступав протягом 1954—1955 років.

## Виступи за збірну
1949 року дебютував в офіційних матчах у складі національної збірної Іспанії. Протягом кар'єри у національній команді провів у її формі 4 матчі.
У складі збірної був учасником чемпіонату світу 1950 року у Бразилії, де зіграв лише в першому матчі з США (3-1).

## Кар'єра тренера
Розпочав тренерську кар'єру, повернувшись до футболу після невеликої перерви, 1961 року, очоливши тренерський штаб клубу «Рекреатіво».
1964 року став головним тренером «Гранади», тренував клуб з Гранади один рік.
Згодом протягом 1965—1966 років очолював тренерський штаб клубу «Ов'єдо».
1967 року знов прийняв пропозицію попрацювати у клубі «Рекреатіво». Залишив клуб з Уельви 1968 року.
Протягом тренерської кар'єри також очолював команди «Альгесірас» та «Атлетіко Сеута».
Останнім місцем тренерської роботи знову був «Рекреатіво», головним тренером команди якого Франсиско Антунес був з 1970 по 1971 рік.
Помер 16 серпня 1994 року на 72-му році життя у місті Севілья.

## Титули і досягнення
- Чемпіон Іспанії (1):

«Севілья»: 1945–1946
- Володар Кубка Іспанії (1):

«Севілья»: 1947–1948